# Linksys
Linksys è un'azienda produttrice di apparecchiature informatiche destinate all'utilizzo in reti casalinghe o di piccole aziende. È stata acquisita nel 2003 dalla statunitense Cisco Systems e rivenduta nel 2013 alla Belkin, attuale proprietaria. Fu una tra le prime aziende costruttrici ad adottare lo standard wireless 802.11g. Tra i suoi prodotti principali vi sono router wireless e broadband oltre ad apparecchiature per il VoIP.

## Storia
Fondata nel 1988, venne acquistata nel giugno 2003 dal famoso produttore di sistemi hardware per le telecomunicazioni Cisco Systems.
A fine luglio 2007 John Chambers CEO Cisco ha annunciato la dismissione del marchio Linksys. Tutti i prodotti verranno venduti tramite il marchio Cisco in modo da ottimizzare i costi del marketing.

## WRT54G: quasi un progetto Open Source

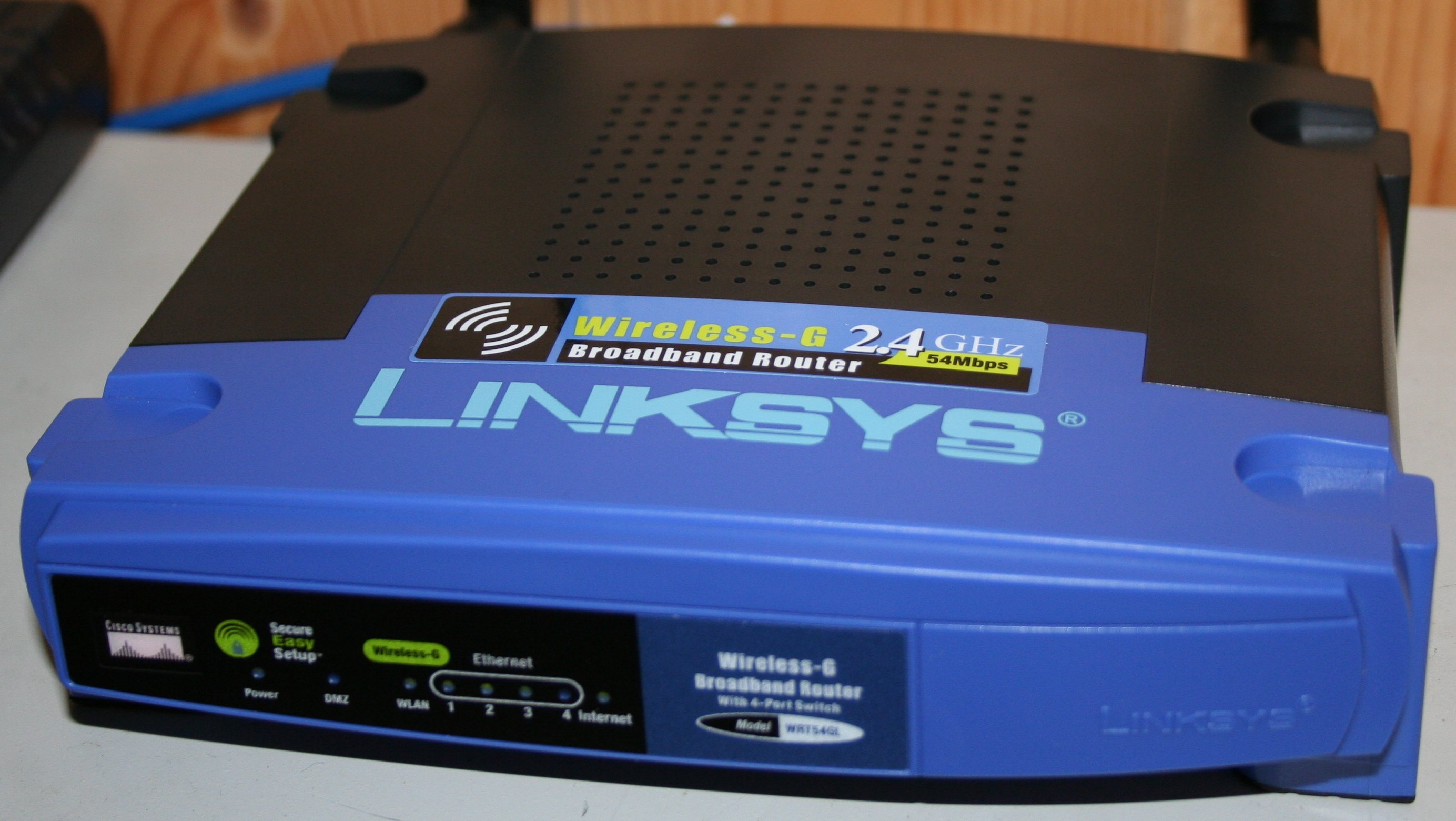
Router Linksys WRT54G versione 3.1

Il suo prodotto più noto è probabilmente il router wireless WRT54G, basato sul sistema operativo Linux. Per minimizzare i costi la Linksys decise di realizzare il firmware dell'apparecchiatura con il sistema operativo Linux. I router di fascia SoHo vengono realizzati implementando gran parte delle loro funzioni a livello software mantenendo al minimo l'hardware dedicato al fine di contenere i costi di produzione. Il router WRT54G era noto per avere un processore sufficientemente potente ma un firmware imperfetto e privo di alcune funzioni avanzate.
Nel 2003 il professore Eben Moglen della Scuola di Legge della Columbia University fece notare che, dato che il firmware del router era basato su Linux la Cisco era obbligata per legge a rilasciarne il codice sorgente  ai sensi della GNU General Public License con cui veniva rilasciato il sistema operativo. Qualche tempo dopo la società statunitense obbedì all'obbligo rilasciando il codice. Ciò portò alla nascita di una comunità open source dedicata alla modifica del firmware dei router Linksys. Programmatori amatoriali furono in grado di ottenere funzionalità solitamente presenti sui router di fascia alta su apparecchiature che costavano circa 60 dollari destinate alle utenze casalinghe e a piccoli uffici.
Anche in seguito a questo i router Linksys WRT54G e WRT54GS furono modificati: il firmware a partire dalla versione 5 del router fu realizzato con un kernel VxWorks che richiedeva meno memoria. La versione 3 del WRT54GS aveva 8 MB di memoria flash, la versione 4 4 MB e la versione 5 solo 2 MB. Dato il basso costo dei supporti flash la riduzione di costo è minima ma limita le possibilità di caricare firmware open source sviluppato da terzi per aggiungere funzionalità più sofisticate ad un router standard. Linksys continua comunque a produrre un router con firmware basato su Linux chiamato WRT54GL.